# Rectoria (Sant Hilari Sacalm)
La Rectoria és una obra de Sant Hilari Sacalm (Selva) inclosa a l'Inventari del Patrimoni Arquitectònic de Catalunya. Edifici amb una paret mitgera, situat al nucli urbà de Sant Hialri Saclam. La Rectoria, de planta baixa, pis i golfes, està cobert per una teulada a doble vessant.

## Descripció
A la planta baixa, hi ha la porta d'entrada en arc de llinda o arc pla, a la que s'hi accedeix a través d'unes escales. Al costat hi ha dues finestres rectangulars verticals, que estan protegides per una reixa de ferro forjat. Les obertures estan emmarcades per una mena de trencaaigües. Al primer pis, hi ha tres obertures d'iguals característiques que les de la planta baixa, amb l'excepció que la porta d'entrada al pis és un balcó amb llosana i barana de ferro forjat. A les golfes, destaquen les obertures a manera de galeria de cinc arcades (arc rebaixat) suportades per pilastres. Aquestes obertures són finestres protegides per una barana de ferro forjat a manera de balcó. L'obertura de l'extrem dret ha estat tapada.
La façana està arrebossada i pintada de color cru, excepte els emmarcaments de la planta baixa i el pis, les arcades de les golfes i les cornisses que marquen els diferents pisos que estan pintats de color salmó.

## Història
Segons el cadastre l'edifici és del 1900.